# Епа
Епа — деревня в городском округе Инта Республики Коми, расположенная на правом берегу реки Лемвы. 

## География
Вдоль реки находится посёлок Абезь, который расположен на правом берегу реки Уса. От деревни Епа, до посёлка Абезь 35 км, до которых летом добираются на моторных лодках, а зимой — на буранах (снегоходах).

## История
Деревня Епа была основана около 130—150 лет назад и закрыта в 2010 году. Деревню основал Артеев Пётр Ефимович. Название произошло от его инициалов. Он взял заглавные буквы и соединил их в обратном порядке.
До закрытия деревни жители занимались сельским хозяйством. Из деревни Епы в посёлок Абезь ежедневно курсировал катер, который поставлял из Епы в Абезь молочные продукты. После закрытия деревни всем жителям были выданы квартиры в городе Инта и многие покинули деревню. Однако в летний период жители возвращаются в свои дома, где ведут садово-огородное хозяйство, ходят в лес, охотятся и ловят рыбу.